# Ciciban (revija)
Mesečna revija Ciciban je začela izhajati leta 1945. Ime je dobila po otroškem liku iz pesmi slovenskega pesnika Otona Župančiča. Sprva je nagovarjala vse otroke v osnovni šoli, v drugem desetletju izhajanja pa se je usmerila na mlajše šolarje. Danes je Ciciban zasnovan kot revija za otroke med 6. in 8. letom. Izdaja jo Mladinska knjiga. Na leto izide 11 številk, poletna je dvojna.  
Prvi urednik je bil Josip Ribičič.   
Reviji je bila od prvega letnika izhajanja do leta 2007 priložena revija Za starše.

### Naklada
Najvišjo naklado je Ciciban dosegel v šolskem letu 1980/81 (95.000 izvodov). Do sredine 90. let je bil edina otroška revija v Sloveniji, nato je prišla konkurenca (Trobentica (nehala izhajati), Zmajček, Pikapolonica in Bim-bam (nehala izhajati)). To je povzročilo padanje tržnega deleža.
Brez oglaševalskega denarja bi po mnenju Cicibanovih tržnikov in urednikov revija nehala izhajati, saj subvencija države pokrije le majhen del stroškov. 